# Honagaru, Koppa
Honagaru là một làng thuộc tehsil Koppa, huyện Chikmagalur, bang Karnataka, Ấn Độ.